# NGC 2763
NGC 2763 (również PGC 25570) – galaktyka spiralna z poprzeczką (SBc), znajdująca się w gwiazdozbiorze Hydry. Odkrył ją William Herschel 8 lutego 1785 roku.